# Associazione Sportiva Livorno Calcio 2020-2021
Questa voce raccoglie le informazioni riguardanti l'Associazione Sportiva Livorno Calcio nelle competizioni ufficiali della stagione 2020-2021.

## Stagione
Nella stagione 2020-2021 il Livorno, fresco di retrocessione dalla Serie B, a stagione appena iniziata affronta due problematiche: la prima riguarda la cessione da parte dell'ex presidente Spinelli, e la seconda è incentrata sulla creazione della nuova rosa; proprio di quest'ultimo aspetto si occupa il direttore sportivo Cozzella. Il 4 settembre il nuovo diesse amaranto diventa Raffaele Rubino, appena svincolatosi dal Trapani; la prima operazione ufficiale portata a termina dal nuovo dirigente è la cessione a titolo definitivo del difensore centrale Matteo Di Gennaro, che passa alla Reggiana. Il 16 settembre avviene il cambio di proprietà in maniera ufficiale: finisce così dopo 21 anni la presidenza di Aldo Spinelli ed inizia l'era Navarra; di conseguenza viene modificata anche la composizione del consiglio di amministrazione della società. La nuova presidenza però, complici anche le divergenze tra i finanziatori dell'operazione e i nuovi soci, prende delle decisioni che destabilizzano la società:
il ruolo di direttore sportivo ritorna a Vittorio Cozzella, che prende dunque il posto del neo dirigente Rubino, e di conseguenza viene revocato il trasferimento di Di Gennaro.
In campionato le cose si mettono male sin dall'inizio e neanche l'avvicendamento tecnico in panchina tra Alessandro Dal Canto e Marco Amelia aiuta a raddrizzare la situazione. Anzi la stagione termina nel peggior modo possibile con la seconda retrocessione consecutiva, sancita il 2 maggio dalla sconfitta casalinga (0-2) contro la Pro Sesto. Sono 34 i punti raccolti sul campo con il terz'ultimo posto finale, ma con una penalizzazione di cinque punti, che danno il risultato ufficiale di 29 punti e l'ultima posizione della classifica. Il Livorno torna così dopo quasi 30 anni tra i Dilettanti.

## Organigramma societario
Consiglio di amministrazione
- Presidente: Giorgio Heller
- Vicepresidente: Silvio Aimo
- Amministratore delegato: Rosario Carrano
- General manager: Danilo Mariano
- Direttore esercutivo: Alessandro Verdolini
- Organismo di vigilanza: Enrico Molisani

Area organizzativa
- Responsabile area tecnica: Andrea Agostinelli
- Segretario generale: Alessandro Bini
- Responsabile area comunicazione: Paolo Nacarlo
- Amministrazione: Rita Pasquini
- Segreteria: Cristina Martorella, Silvia Scaramelli
- Biglietteria e S.L.O.: Massimiliano Casali
- Magazziniere: Massimiliano Lucignano

Area sportiva
- Direttore sportivo: Raffaele Rubino

Area tecnica
- Allenatore: Alessandro Dal Canto
- Vice allenatore: Giuliano Lamma
- Preparatore atletico: Alessandro Ciullini
- Allenatore dei portieri: Nicola Barasso

Area sanitaria
- Medico sociale: Matteo Donadei
- Fisioterapisti: Matteo Grazzini, Federico Picchetti

## Rosa
Nomi e ruoli tratti dal sito ufficiale della società. I dati sono aggiornati al 1 marzo 2021.
| N. |                        | Ruolo | Calciatore           |
| -- | ---------------------- | ----- | -------------------- |
| 1  | Italia (bandiera)      | P     | Filippo Neri         |
| 2  | Francia (bandiera)     | D     | Andrew Marie-Sainte  |
| 3  | Brasile (bandiera)     | D     | Marcello Deverlan    |
| 4  | Italia (bandiera)      | C     | Davide Buglio        |
| 4  | Italia (bandiera)      | D     | Matteo Di Gennaro    |
| 5  | Uruguay (bandiera)     | D     | Cristian Sosa        |
| 6  | Italia (bandiera)      | C     | Francesco Nunziatini |
| 7  | Italia (bandiera)      | D     | Edoardo Blondett     |
| 7  | Italia (bandiera)      | A     | Davide Marsura       |
| 8  | Italia (bandiera)      | C     | Lorenzo Pecchia      |
| 9  | Paesi Bassi (bandiera) | A     | Sven Braken          |
| 10 | Italia (bandiera)      | C     | Andrea Mazzarani     |
| 11 | Lituania (bandiera)    | A     | Edgaras Dubickas     |
| 11 | Brasile (bandiera)     | A     | Murilo               |
| 12 | Italia (bandiera)      | P     | Thomas Romboli       |
| 13 | Italia (bandiera)      | C     | Gianluca Piccoli     |
| 14 | Italia (bandiera)      | C     | Fabio Castellano     |
| 14 | Italia (bandiera)      | D     | Gabriele Morelli     |

| N. |                    | Ruolo | Calciatore            |
| -- | ------------------ | ----- | --------------------- |
| 15 | Italia (bandiera)  | D     | Agatino Parisi        |
| 16 | Italia (bandiera)  | C     | Hamza Haoudi          |
| 17 | Italia (bandiera)  | D     | Antonio Porcino       |
| 18 | Italia (bandiera)  | A     | Matteo Pallecchi      |
| 19 | Gambia (bandiera)  | C     | Yusupha Bobb          |
| 19 | Italia (bandiera)  | A     | Fabio Mazzeo          |
| 20 | Italia (bandiera)  | C     | Pasquale Maiorino     |
| 21 | Italia (bandiera)  | C     | Andrea Bussaglia      |
| 22 | Italia (bandiera)  | P     | Giuseppe Stancampiano |
| 23 | Italia (bandiera)  | C     | Davide Agazzi         |
| 24 | Italia (bandiera)  | A     | Alessio Canessa       |
| 26 | Francia (bandiera) | D     | Jean Lambert Evan's   |
| 27 | Italia (bandiera)  | A     | Federico Caia         |
| 29 | Uruguay (bandiera) | A     | Martín Bueno          |
| 29 | Italia (bandiera)  | D     | Alain Fremura         |
| 30 | Italia (bandiera)  | D     | Andrea Gemignani      |
| 31 | Polonia (bandiera) | P     | Szymon Matysiak       |

## Calciomercato

### Sessione estiva (dall'1/9 al 5/10)
| Acquisti         | Acquisti              | Acquisti       | Acquisti      |
| R.               | Nome                  | da             | Modalità      |
| ---------------- | --------------------- | -------------- | ------------- |
| P                | Giuseppe Stancampiano | Trapani        | svincolato    |
| D                | Andrea Gemignani      | Sambenedettese | svincolato    |
| C                | Andrea Bussaglia      | Cittadella     | svincolato    |
| Altre operazioni |                       |                |               |
| R.               | Nome                  | da             | Modalità      |
| P                | Thomas Romboli        | Pergolettese   | fine prestito |
| D                | Nicolas Bresciani     | Reggina        | fine prestito |
| D                | Andrea Gasbarro       | Pordenone      | fine prestito |
| D                | Lorenzo Gonnelli      | Alessandria    | fine prestito |
| D                | Agatino Parisi        | Sicula Leonzio | fine prestito |
| C                | Santo D'Angelo        | Potenza        | fine prestito |
| C                | Agostino Rizzo        | Avellino       | fine prestito |
| A                | Pasquale Maiorino     | Feralpisalò    | fine prestito |

| Cessioni         | Cessioni           | Cessioni    | Cessioni                         |
| R.               | Nome               | a           | Modalità                         |
| ---------------- | ------------------ | ----------- | -------------------------------- |
| P                | Matteo Ricci       | svincolato  | svincolato                       |
| D                | Matija Boben       | Ternana     | definitivo                       |
| D                | Luka Bogdan        | Salernitana | prestito con diritto di riscatto |
| D                | Alessandro Coppola | Olhanense   | svincolato                       |
| D                | Andrea Gasbarro    | Padova      | definitivo                       |
| D                | Lorenzo Gonnelli   | Cesena      | svincolato                       |
| C                | Santo D'Angelo     | Avellino    | definitivo                       |
| C                | Andrea Luci        | Carrarese   | svincolato                       |
| C                | Agostino Rizzo     | Avellino    | definitivo                       |
| C                | Gennaro Ruggiero   | svincolato  | svincolato                       |
| A                | Filip Raičević     | Ternana     | prestito con diritto di riscatto |
| Altre operazioni |                    |             |                                  |
| R.               | Nome               | da          | Modalità                         |
| D                | Enrico Del Prato   | Atalanta    | fine prestito                    |
| D                | Moustapha Seck     | Roma        | fine prestito                    |
| C                | Theophilus Awua    | Spezia      | fine prestito                    |
| C                | Michele Rocca      | Sampdoria   | fine prestito                    |

### Operazioni tra le due sessioni
| Acquisti         | Acquisti         | Acquisti         | Acquisti         |
| R.               | Nome             | da               | Modalità         |
| Altre operazioni | Altre operazioni | Altre operazioni | Altre operazioni |
| R.               | Nome             | da               | Modalità         |
| ---------------- | ---------------- | ---------------- | ---------------- |

| Cessioni | Cessioni         | Cessioni | Cessioni |
| R.       | Nome             | a        | Modalità |
| -------- | ---------------- | -------- | -------- |
|          | Altre operazioni |          |          |
| R.       | Nome             | da       | Modalità |

### Sessione invernale
| Acquisti         | Acquisti                  | Acquisti    | Acquisti   |
| R.               | Nome                      | da          | Modalità   |
| ---------------- | ------------------------- | ----------- | ---------- |
| D                | Andrea Mazzarani          | -           | svincolato |
| D                | Davide Buglio             | Padova      | prestito   |
| D                | Jean Lambert Evan's Allan | Crotone     | prestito   |
| D                | Fabio Castellano          | Alessandria | prestito   |
| D                | Edgaras Dubickas          | Lecce       | prestito   |
| D                | Edoardo Blondett          | Alessandria | prestito   |
| Altre operazioni |                           |             |            |
| R.               | Nome                      | da          | Modalità   |

| Cessioni         | Cessioni          | Cessioni     | Cessioni   |
| R.               | Nome              | a            | Modalità   |
| ---------------- | ----------------- | ------------ | ---------- |
| A                | Davide Marsura    | Pisa         | svincolato |
| A                | Murilo            | Viterbese    | svincolato |
| C                | Davide Agazzi     | L.R. Vicenza | svincolato |
| C                | Antonio Porcino   | Catanzaro    | svincolato |
| D                | Matteo Di Gennaro | Alessandria  | svincolato |
| C                | Gabriele Morelli  | Südtirol     | prestito   |
| A                | Fabio Mazzeo      | -            | svincolato |
| D                | Alain Fremura     | Prato        | prestito   |
| D                | Gianluca Piccoli  | Grosseto     | prestito   |
| D                | Lorenzo Pecchia   | Pro Livorno  | definitivo |
| Altre operazioni |                   |              |            |
| R.               | Nome              | da           | Modalità   |

### Operazioni dopo la sessione invernale
| Acquisti         | Acquisti         | Acquisti         | Acquisti         |
| R.               | Nome             | da               | Modalità         |
| Altre operazioni | Altre operazioni | Altre operazioni | Altre operazioni |
| R.               | Nome             | da               | Modalità         |
| ---------------- | ---------------- | ---------------- | ---------------- |

| Cessioni | Cessioni         | Cessioni | Cessioni |
| R.       | Nome             | a        | Modalità |
| -------- | ---------------- | -------- | -------- |
|          | Altre operazioni |          |          |
| R.       | Nome             | da       | Modalità |

## Risultati

### Serie C

#### Girone di andata
| Gorgonzola (Italia) 27 settembre 2020 1ª giornata | AlbinoLeffe       | 0 – 0 referto | Livorno | Stadio Città di Gorgonzola\| Arbitro: \| Giaccaglia (Jesi) \| |
| Arbitro:                                          | Giaccaglia (Jesi) |               |         |                                                               |

| Arbitro: | Pashuku (Albano Laziale) |

|                                |           |                                 |
| Di Gennaro 82’ Cauz 85’ (aut.) | Marcatori | 42’ Mangni 90+1’ (aut.) Morelli |

| Arbitro: | Zucchetti (Siena) |

|                       |           |  |
| Corbani 22’ Gonzi 52’ | Marcatori |  |

| Arbitro: | Luciani (Roma) |

|            |           |              |
| Braken 72’ | Marcatori | 79’ Petrelli |

| Arbitro: | F. Longo (Paola) |

|           |           |            |
| Cocco 85’ | Marcatori | 65’ Mazzeo |

| Arbitro: | Cascone (Castellammare di Stabia) |

|                       |           |                                                 |
| Haoudi 4’ Canessa 88’ | Marcatori | 6’ (aut.) M. Di Gennaro 45+2’ Cagnano 89’ Cisco |

| Arbitro: | Costanza (Agrigento) |

|  |           |                               |
|  | Marcatori | 51’ Marsura 90’ (rig.) Murilo |

| Arbitro: | Catanoso (Reggio Calabria) |

|                                          |           |                                     |
| Marsura 43’ M. Di Gennaro 63’ Murilo 75’ | Marcatori | 58’ (rig.) Duca 73’ (rig.) Scardina |

| Arbitro: | Bitonti (Bologna) |

|                                              |           |                           |
| Blondett 21’ C. Mora 67’ Eusepi 90+3’ (rig.) | Marcatori | 10’ Marsura 16’ Pallecchi |

| Arbitro: | Marotta (Sapri) |

|                                  |           |  |
| Houdi 31’, 60’ Murilo 81’ (rig.) | Marcatori |  |

| Arbitro: | Panettella (Bari) |

|                   |           |                              |
| M. Di Gennaro 35’ | Marcatori | 28’ K. Piscopo 38’ Infantino |

| Arbitro: | Maranesi (Ciampino) |

|                 |           |  |
| Sicurella 90+3’ | Marcatori |  |

| Livorno 29 novembre 2020 13ª giornata | Livorno           | 0 – 0 | Pontedera | Stadio Armando Picchi\| Arbitro: \| Cavaliere (Paola) \| |
| Arbitro:                              | Cavaliere (Paola) |       |           |                                                          |

| Arbitro: | Moriconi (Roma) |

|  |           |                       |
|  | Marcatori | 65’ Murilo 85’ Braken |

| Arbitro: | Nicolini (Brescia) |

|            |           |  |
| Valiani 6’ | Marcatori |  |

| Arbitro: | Repace (Perugia) |

|            |           |                       |
| Parisi 64’ | Marcatori | 38’ (rig.) F. Bianchi |

| Arbitro: | Grasso (Ariano Irpino) |

|              |           |  |
| M. Gatto 12’ | Marcatori |  |

| Arbitro: | Centi (Viterbo) |

|  |           |                            |
|  | Marcatori | 21’ Spizzichino 60’ Parker |

| Arbitro: | Bordin (Bassano del Grappa) |

|            |           |            |
| Gualdi 56’ | Marcatori | 42’ Braken |

#### Girone di ritorno
| Arbitro: | Cherchi (Carbonia) |

|             |           |  |
| Morelli 25’ | Marcatori |  |

| Arbitro: | Villa (Rimini) |

|                        |           |  |
| Stancapiano 27’ (aut.) | Marcatori |  |

| Arbitro: | Scatena (Avezzano) |

|  |           |               |
|  | Marcatori | 68’ Simonetti |

| Arbitro: | Lovison (Padova) |

|                                                                          |           |  |
| A. Brighenti 26’, 28’ Marqués 30’ Correia 47’ Compagnon 65’ Pecorino 69’ | Marcatori |  |

| Arbitro: | Natilla (Molfetta) |

|                                             |           |                                    |
| Castellano 38’ Bussaglia 47’ Dubickas 90+2’ | Marcatori | 55’ Udoh 67’ Ragatzu 73’ Ladinetti |

| Arbitro: | Catanoso (Reggio Calabria) |

|              |           |                   |
| Rossetti 36’ | Marcatori | 57’ (rig.) Buglio |

| Arbitro: | Carrione (Castellammare di Stabia) |

|  |           |               |
|  | Marcatori | 27’ Galuppini |

| Arbitro: | Monaldi (Macerata) |

|              |           |  |
| Scardina 72’ | Marcatori |  |

| Arbitro: | Zufferli (Udine) |

|  |           |                     |
|  | Marcatori | 90+1’ (rig.) Eusepi |

| Arbitro: | Acanfora (Castellammare di Stabia) |

|               |           |  |
| Palazzolo 20’ | Marcatori |  |

| Arbitro: | Giaccaglia (Jesi) |

|                                                         |           |                           |
| Infantino 4’ Giudici 32’ K. Piscopo 75’ Marilungo 90+4’ | Marcatori | 5’ Dubickas 10’ Mazzarani |

| Arbitro: | Perenzoni (Rovereto) |

|                         |           |                              |
| Braken 65’ Dubickas 75’ | Marcatori | 30’ Sicurella 90+2’ Scaffidi |

| Arbitro: | Cudini (Fermo) |

|               |           |            |
| Benedetti 25’ | Marcatori | 66’ Parisi |

| Arbitro: | Carella (Bari) |

|                           |           |          |
| Braken 4’ Bussaglia 90+1’ | Marcatori | 33’ Comi |

| Arbitro: | Marcenaro (Genova) |

|                                                       |           |  |
| Mazzarani 6’ Braken 36’ Bussaglia 47’, 75’ Haoudi 88’ | Marcatori |  |

| Lucca 11 aprile 2021 35ª giornata | Lucchese        | 0 – 0 referto | Livorno | Stadio Porta Elisa\| Arbitro: \| G. Miele (Nola) \| |
| Arbitro:                          | G. Miele (Nola) |               |         |                                                     |

| Arbitro: | Rutella (Enna) |

|                |           |                           |
| Dubickas 45+1’ | Marcatori | 49’ Gatto 63’ Gabrielloni |

| Arbitro: | Petrella (Viterbo) |

|                              |           |                              |
| Kolaj 57’ (rig.) Masetti 80’ | Marcatori | 9’ Dubickas 70’ Marie Sainte |

| Arbitro: | Vigile (Cosenza) |

|  |           |                                     |
|  | Marcatori | 63’ Bismarck Ngissah 90+5’ Marchesi |

### Coppa Italia
| Arbitro: | Meraviglia (Pistoia) |

|              |           |                           |
| Gonnelli 81’ | Marcatori | 17’ Parker 49’ Latte Lath |

## Statistiche

### Statistiche di squadra
| Competizione | Punti | In casa | In casa | In casa | In casa | In casa | In casa | In trasferta | In trasferta | In trasferta | In trasferta | In trasferta | In trasferta | Totale | Totale | Totale | Totale | Totale | Totale |    |
| Competizione | Punti | G       | V       | N       | P       | Gf      | Gs      | G            | V            | N            | P            | Gf           | Gs           | G      | V      | N      | P      | Gf     | Gs     | DR |
| ------------ | ----- | ------- | ------- | ------- | ------- | ------- | ------- | ------------ | ------------ | ------------ | ------------ | ------------ | ------------ | ------ | ------ | ------ | ------ | ------ | ------ | -- |
| Serie C      | 0     | 0       | 0       | 0       | 0       | 0       | 0       | 0            | 0            | 0            | 0            | 0            | 0            | 0      | 0      | 0      | 0      | 0      | 0      | 0  |
| Coppa Italia | -     | 1       | 0       | 0       | 1       | 1       | 2       | 0            | 0            | 0            | 0            | 0            | 0            | 1      | 0      | 0      | 1      | 1      | 2      | -1 |
| Totale       | 0     | 1       | 0       | 0       | 1       | 1       | 2       | 0            | 0            | 0            | 0            | 0            | 0            | 1      | 0      | 0      | 1      | 1      | 2      | -1 |

### Andamento in campionato
| Giornata  | 1  | 2  | 3 | 4 | 5 | 6 | 7 | 8 | 9 | 10 | 11 | 12 | 13 | 14 | 15 | 16 | 17 | 18 | 19 | 20 | 21 | 22 | 23 | 24 | 25 | 26 | 27 | 28 | 29 | 30 | 31 | 32 | 33 | 34 | 35 | 36 | 37 | 38 |
| --------- | -- | -- | - | - | - | - | - | - | - | -- | -- | -- | -- | -- | -- | -- | -- | -- | -- | -- | -- | -- | -- | -- | -- | -- | -- | -- | -- | -- | -- | -- | -- | -- | -- | -- | -- | -- |
| Luogo     | T  | C  | T | C | T | C | T | C | T | C  | C  | T  | C  | T  | T  | C  | T  | C  | T  | C  | T  | C  | T  | C  | T  | C  | T  | C  | T  | T  | C  | T  | C  | C  | T  | C  | T  | C  |
| Risultato | N  | N  |   |   |   |   |   |   |   |    |    |    |    |    |    |    |    |    |    |    |    |    |    |    |    |    |    |    |    |    |    |    |    |    |    |    |    |    |
| Posizione | 10 | 12 |   |   |   |   |   |   |   |    |    |    |    |    |    |    |    |    |    |    |    |    |    |    |    |    |    |    |    |    |    |    |    |    |    |    |    |    |

Legenda:

Luogo: C = Casa; T = Trasferta. Risultato: V = Vittoria; N = Pareggio; P = Sconfitta.

### Statistiche dei giocatori
| Giocatore       | Serie C  | Serie C | Serie C     | Serie C    | Coppa Italia | Coppa Italia | Coppa Italia | Coppa Italia | Totale   | Totale | Totale      | Totale     |
| Giocatore       | Presenze | Reti    | Ammonizioni | Espulsioni | Presenze     | Reti         | Ammonizioni  | Espulsioni   | Presenze | Reti   | Ammonizioni | Espulsioni |
| --------------- | -------- | ------- | ----------- | ---------- | ------------ | ------------ | ------------ | ------------ | -------- | ------ | ----------- | ---------- |
| D. Agazzi       | 2        | 0       | 0           | 0          | 1            | 0            | 0            | 0            | 3        | 0      | 0           | 0          |
| M. Boben        | 0        | 0       | 0           | 0          | 1            | 0            | 0            | 0            | 1        | 0      | 0           | 0          |
| L. Bogdan       | 0        | 0       | 0           | 0          | 0            | 0            | 0            | 0            | 0        | 0      | 0           | 0          |
| S. Braken       | 2        | 0       | 0           | 0          | 1            | 0            | 0            | 0            | 3        | 0      | 0           | 0          |
| N. Bresciani    | 1        | 0       | 0           | 0          | 1            | 0            | 0            | 0            | 2        | 0      | 0           | 0          |
| A. Bussaglia    | 0        | 0       | 0           | 0          | 0            | 0            | 0            | 0            | 0        | 0      | 0           | 0          |
| A. Coppola      | 0        | 0       | 0           | 0          | 0            | 0            | 0            | 0            | 0        | 0      | 0           | 0          |
| S. D'Angelo     | 0        | 0       | 0           | 0          | 0            | 0            | 0            | 0            | 0        | 0      | 0           | 0          |
| M. Di Gennaro   | 2        | 1       | 0           | 0          | 0            | 0            | 0            | 0            | 2        | 1      | 0           | 0          |
| M. Deverlan     | 0        | 0       | 0           | 0          | 0            | 0            | 0            | 0            | 0        | 0      | 0           | 0          |
| A. Fremura      | 2        | 0       | 0           | 0          | 0            | 0            | 0            | 0            | 2        | 0      | 0           | 0          |
| A. Gasbarro     | 0        | 0       | 0           | 0          | 0            | 0            | 0            | 0            | 0        | 0      | 0           | 0          |
| A. Gemignani    | 0        | 0       | 0           | 0          | 0            | 0            | 0            | 0            | 0        | 0      | 0           | 0          |
| L. Gonnelli     | 1        | 0       | 0           | 0          | 1            | 1            | 0            | 0            | 2        | 1      | 0           | 0          |
| H. Haoudi       | 2        | 0       | 1           | 0          | 1            | 0            | 0            | 0            | 3        | 0      | 1           | 0          |
| P. Maiorino     | 0        | 0       | 0           | 0          | 0            | 0            | 0            | 0            | 0        | 0      | 0           | 0          |
| A. Marie Sainte | 1        | 0       | 1           | 0          | 1            | 0            | 0            | 0            | 2        | 0      | 1           | 0          |
| D. Marsura      | 1        | 0       | 0           | 0          | 1            | 0            | 0            | 0            | 2        | 0      | 0           | 0          |
| F. Mazzeo       | 1        | 0       | 0           | 0          | 1            | 0            | 0            | 0            | 2        | 0      | 0           | 0          |
| G. Morelli      | 2        | 0       | 0           | 0          | 1            | 0            | 0            | 0            | 3        | 0      | 0           | 0          |
| M. Murilo       | 2        | 0       | 0           | 0          | 1            | 0            | 0            | 0            | 3        | 0      | 0           | 0          |
| F. Neri         | 0        | 0       | 0           | 0          | 1            | 0            | 0            | 0            | 1        | 0      | 0           | 0          |
| F. Nunziatini   | 0        | 0       | 0           | 0          | 0            | 0            | 0            | 0            | 0        | 0      | 0           | 0          |
| M. Pallecchi    | 2        | 0       | 0           | 0          | 1            | 0            | 0            | 0            | 3        | 0      | 0           | 0          |
| T. Parisi       | 2        | 0       | 0           | 0          | 1            | 0            | 0            | 0            | 3        | 0      | 0           | 0          |
| A. Porcino      | 2        | 0       | 0           | 0          | 1            | 0            | 0            | 0            | 3        | 0      | 0           | 0          |
| F. Raičević     | 0        | 0       | 0           | 0          | 0            | 0            | 0            | 0            | 0        | 0      | 0           | 0          |
| A. Rizzo        | 0        | 0       | 0           | 0          | 0            | 0            | 0            | 0            | 0        | 0      | 0           | 0          |
| G. Stancampiano | 0        | 0       | 0           | 0          | 0            | 0            | 0            | 0            | 0        | 0      | 0           | 0          |
| T. Romboli      | 2        | 0       | 0           | 0          | 0            | 0            | 0            | 0            | 2        | 0      | 0           | 0          |